# Carlos Parra
Carlos Parra (* 3. Februar 1977 in West Haven, Connecticut) ist ein ehemaliger US-amerikanischer Fußballspieler auf der Position eines Abwehr- und Mittelfeldspielers.
Er war der erste Fußballspieler, der über das heute als Generation Adidas bekannte Joint Venture zwischen der höchsten nordamerikanischen Fußballliga, der Major League Soccer, und dem Fußballverband der Vereinigten Staaten, der United States Soccer Federation, bei einem MLS-Franchise unter Vertrag kam. Nachdem er seine Karriere als Aktiver noch früh beendet hatte, begann er eine Laufbahn als Nachwuchsfußballtrainer.

## Karriere

### Karrierebeginn in der Heimat
Carlos Parra wurde am 3. Februar 1977 in der Küstenstadt West Haven im US-Bundesstaat Connecticut geboren, wuchs hier um New Haven auf und besuchte die Hamden Hall Country Day School im etwas nördlicher gelegenen Hamden. Bereits hier war er als Fußballspieler sehr erfolgreich und wurde unter anderem vom Magazin Parade zwei Mal zum High-School-All-American gewählt. Nebenbei kam Parra auch für den Nachwuchsklub SC Baltimore Stars zum Einsatz und war mit diesem nicht minder erfolgreich. Noch in seiner Kindheit spielte der kolumbianischstämmige Parra im Heimatland seiner Eltern, in dem er viele Sommer verbrachte, Straßenfußball. Im Jahre 1997 war er der erste Fußballspieler, der über das heute als Generation Adidas bekannte Joint Venture zwischen der höchsten nordamerikanischen Fußballliga, der Major League Soccer, und dem Fußballverband der Vereinigten Staaten, der United States Soccer Federation, bei einem MLS-Franchise unter Vertrag kam.

### Erste Einsätze in der Major League Soccer
Nachdem er am 1. März 1997 vom damals unter dem Namen MLS Project 40 laufenden Joint Venture unter Vertrag genommen wurde, kam er in weiterer Folge zum MLS-Franchise New York/New Jersey MetroStars, das heute als New York Red Bulls bekannt ist. Dabei lehnte er unter anderem ein Angebot der University of Maryland, College Park, ab, wobei er über ein Sportstipendium unter anderem für deren Herrenfußballmannschaft hätte spielen können. In weiterer Folge kam Carlos Parra, der während seiner High-School-Zeit bereits Einsätze für die U-18-Nationalmannschaft seines Heimatlandes absolviert hatte, zu seinem Debüt in der Major League Soccer. Beim Spiel gegen die San José Earthquakes am 22. März 1997, als er beim 0:0-Remis über die volle Spieldauer am Platz war, war er mit 20 Jahren und 48 Tagen der bis dahin jüngste eingesetzte Spieler in der noch jungen Geschichte der New York/New Jersey MetroStars. Bis zum Ende des Spieljahres 1997, als das Franchise im Endklassement auf dem fünften Platz der Eastern Conference rangierte, hatte es Parra auf vier Ligaeinsätze und eine Gesamteinsatzzeit von 273 Minuten gebracht. Zudem wurde er in einem Spiel des Lamar Hunt U.S. Open Cup 1997 über die volle Spieldauer eingesetzt und unterlag mit der Mannschaft erst im Semifinale, als man gegen den Ligakonkurrenten Dallas Burn erst in der Verlängerung scheiterte.

### Trotz Nachwuchsländerspieleinsätzen nur Leihspieler in der Zweitklassigkeit
Noch im Jahre 1997 absolvierte er einige Länderspiele für die U-20-Nationalelf der Vereinigten Staaten (darunter zwei Spiele bei der Junioren-WM 1997 in Malaysia) und war ein Jahr später bereits Kapitän der US-amerikanischen U-23-Auswahl, mit der er unter anderem im Sommer 1998 eine internationale Tour bestritt, während der er unter anderem gegen vier englische Vereine antrat.  Anfangs bereits unter Carlos Alberto Parreira nur selten eingesetzt, wobei ein großer Grund hierfür auch seine Zeit im U-20-Nationalkader war, kam er unter dessen Co-Trainer, der das Traineramt nach der Entlassung von Parreira übernahm, kaum zu Einsätzen und wurde stattdessen an das Joint Venture MLS Pro 40 verliehen. Dieses hatte eine eigene Mannschaft in der damaligen US-amerikanischen Zweitklassigkeit etabliert, in der Parra fortan eingesetzt wurde. Bis zum Jahresende hatte es der 1,85 m große Abwehrspieler auf zwölf Ligaeinsätze, sowie einen -treffer gebracht, war Kapitän der Mannschaft und rangierte mit dem Team im Endklassement der Pacific Division der USISL A-League auf dem fünften Tabellenplatz. Somit scheiterte das Team nicht nur an der Qualifikation zu den saisonabschließenden Play-offs, sondern war auch im Lamar Hunt U.S. Open Cup 1998 nicht vertreten. Mit seinem mittlerweile unter dem alleinigen Namen MetroStars auflaufenden Stammteam kam er in lediglich zwei Meisterschaftsspielen zum Einsatz und brachte es hierbei auf insgesamt 50 Einsatzminuten. In der Endtabelle belegten die MetroStars den dritten Platz der Eastern Conference.

### Wechsel zu Miami Fusion
Daraufhin wechselte er am 5. Juni 1998 im Tausch für Ramiro Corrales zum Ligakonkurrenten Miami Fusion, bei dem er daraufhin zum Durchbruch kam. Dieser Durchbruch dauerte daraufhin allerdings nicht einmal eineinhalb Jahre, wobei diese Zeit jedoch bereits als seine erfolgreichste in der höchsten nordamerikanischen Fußballliga angesehen werden kann. Hierbei kam er noch im Spieljahr 1998 in 16 Meisterschaftsspielen zum Einsatz, von denen er in jedem einzigen von Beginn an am Rasen war. Hierbei blieb er selbst jedoch torlos, steuerte aber zwei Torvorlagen für seine Teamkameraden bei. Der erste Assist gelang ihm dabei am 15. Juli 1998 bei einem 3:2-Sieg über die San José Earthquakes. Unter dem ehemaligen argentinischen Internationalen Carlos Córdoba brachte er es im Endklassement des Spieljahres 1998 auf den vierten Platz der Eastern Conference. Weitere zwei Einsätze hatte er in den beiden Conference Semifinals zum Abschluss der Saison. Im nachfolgenden Spieljahr brachte es Carlos Parra unter dem Brasilianer Ivo Wortmann immerhin noch auf neun Ligaeinsätze, von denen er in sieben von Beginn an startete. Abermals selbst ohne Torerfolg, gelang ihm im Laufe des Spieljahres ein Assist. Als Fünfter der Eastern Conference schied Miami Fusion in den nachfolgenden Conference Semifinals knapp gegen D.C. United aus. Davor wurde Carlos Parra bereits am 4. Juni 1999, auf den Tag genau ein Jahr nach seiner Verpflichtung, vom MLS-Franchise aus Fort Lauderdale abgegeben und an den Ligakonkurrenten New England Revolution weitergereicht. Im Gegenzug dafür erhielt Miami Fusion den kaum an Spielpraxis verfügenden Stürmer Tony Kuhn und einen Zweitrunden-Pick im MLS SuperDraft 2000.

### Zeit bei New England Revolution
Unter dem 58-fachen italienischen Internationalen Walter Zenga kam er in der Saison 1999 in 12 Ligaspielen zum Einsatz, von denen er in vier von Beginn an eingesetzt wurde. In diesem Jahr erzielte er auch bei einer 1:4-Heimniederlage gegen Tampa Bay Mutiny am 31. Juli 1999 seinen einzigen Treffer im Laufe seiner gesamten MLS-Karriere. Im Endklassement reichte es mit den Revs nur für einen sechsten Platz in der Eastern Conference, hinter seinem Ex-Team Miami Fusion. Im Laufe des Spieljahres 2000 wurde er vom 61-fachen US-amerikanischen Internationalen und späteren Hall-of-Famer Fernando Clavijo in 14 Meisterschaftsspielen eingesetzt, davon allerdings nur in vier von Beginn an. Hierbei blieb Parra erneut ohne Torerfolg und steuerte auch keine Torvorlage bei. Des Weiteren brachte er es auf einen Einsatz über die volle Spieldauer im Lamar Hunt U.S. Open Cup 2000, als das Franchise noch im ersten Spiel, der Zweitrundenbegegnung gegen das Amateurteam Mid Michigan Bucks, mit 0:1 vom laufenden Turnier ausschied. Um parallel zu seiner MLS-Spielzeit Einsatzminuten zu sammeln, wurde er im Laufe des Spieljahres 2000 zwei Mal verliehen. Seine erste Leihstation führte ihn erneut zum Team MLS Pro 40, bei dem er es zu drei Ligaauftritten brachte. Seine zweite Leihe brachte ihn zu den Connecticut Wolves, einem weiteren Team in der als zweitklassig angesehenen A-League, bei denen er in zwei Meisterschaftsspielen auflief. Mit New England Revolution rangierte er im Endklassement 2000 auf dem zweiten Platz der Eastern Division, einer von mittlerweile drei Divisions neben der Central Division und der Western Division. In den abschließenden MLS Cup Playoffs schied die Mannschaft bereits im Viertelfinale aus. Noch bis ins Jahr 2000 war Parra für die US-amerikanische U-23-Nationalmannschaft aktiv und verhalf dieser unter anderem zur Teilnahme am Fußballturnier der Olympischen Sommerspiele 2000 in Sydney, wurde aber letztlich vom vorzeitig genannten Kader, der an der Endrunde in Australien teilnehmen sollte, gestrichen.

### Weitere Karriere in der USL A-League
Am 19. März 2001 gaben die Verantwortlichen von New England Revolution den Abgang Parras bekannt. Der in dieser Zeit vorwiegend als Mittelfeldspieler eingesetzte Carlos Parra verließ den Klub mit seinem Mittelfeldpartner Imad Baba, der im Vorjahr sein Nationalteamdebüt gegeben hatte, im Austausch für Stürmer Matt Okoh und Abwehrspieler Alan Woods, sowie einen Zweitrunden-Pick im MLS SuperDraft 2002, zum Ligakonkurrenten Colorado Rapids. In weiterer Folge wurde allerdings nur Imad Baba mit einem Vertrag beim MLS-Franchise ausgestattet; Parra ging leer aus und versuchte sein Glück daraufhin in der als zweitklassig angesehenen damaligen A-League. In weiterer Folge heuerte er bei den Rochester Rhinos an, bei denen er allerdings nur zwei Ligaspiele absolvierte, ehe er bereits im Juni wieder das Team verließ, nachdem er am 11. Juni 2001 zu den Atlanta Silverbacks, die zu dieser Zeit in der gleichen Liga aktiv waren, wechselte. Dabei war er Teil eines Deals an dem insgesamt drei Teams beteiligt waren. Weitere Teile dieses Deals waren unter anderem der Transfer von Steve Armas von den Silverbacks zu Minnesota Thunder und der Transfer von Stoian Mladenov von Thunder zu den Rhinos. In weiterer Folge wurde Atlanta im US-Bundesstaat Georgia sein Lebensmittelpunkt und er feierte mit den Atlanta Silverbacks seine wohl erfolgreichste und einsatzreichste Zeit seiner aktiven Fußballkarriere. In der Central Conference, einer von damals drei parallel laufenden Staffeln der A-League, erreichte er mit den Silverbacks im Spieljahr 2001 lediglich den sechsten Platz im Endklassement und schaffte mit dem Team somit nicht den Einzug in die saisonabschließenden Play-offs. Dennoch durfte das Team in der ersten Runde teilnehmen, schied dort jedoch frühzeitig gegen den San Diego F.C. aus.
Im darauffolgenden Spieljahr 2002 erreichte er mit der Mannschaft in der Endtabelle den dritten Platz in der Southeast Division der Eastern Conference, einer von mittlerweile vier gleichzeitig laufenden Staffeln der A-League. Wie bereits ein Jahr zuvor agierte er weithin als Stammspieler und war auch wie im Jahr davor mehrmals als Torschütze und nicht selten auch als Assistgeber erfolgreich. In den nachfolgenden Play-offs schied die Mannschaft allerdings erneut bereits in der ersten Runde, diesmal gegen die in der gleichen Division agierenden Richmond Kickers, von den laufenden Play-offs aus. Nach über zwei Spielzeiten in der A-League und einer Bilanz von 63 Meisterschaftsspielen sowie neun -treffern wechselte Carlos Parra Anfang des Jahres 2003 ein weiteres und letztes Mal die Mannschaft. Ein kleiner Erfolg während seiner Zeit bei den Atlanta Silverbacks war unter anderem auch der Einzug seiner Mannschaft in die dritte Runde des Lamar Hunt U.S. Open Cup 2002, als er mit dem Team nach einem Zweitrundensieg über Memphis Express erst in der Verlängerung des Drittrundenspiels gegen das MLS-Franchise Dallas Burn vom laufenden Turnier ausschied. Am 10. Februar 2003 wurde in den Medien über den Wechseln von Parra zu Minnesota Thunder berichtet, bei denen es ihn jedoch nicht lange hielt. Nach nur zwei Ligaeinsätzen im Spieljahr 2003 beendete der 26-Jährige, der noch früh in seiner Karriere erfolglose Probetrainings beim AC Mailand und beim AFC Sunderland absolvierte, seine Karriere als Profifußballspieler und konzentrierte sich vor allem auf seine Arbeit als Jugendfußballtrainer, die er noch während seiner Zeit bei den Atlanta Silverbacks begonnen hatte.

### Nachwuchsarbeit nach Karriereende
So war er bereits im Jahre 2002 als Trainer beim Nachwuchsfußballverein Atlanta Fire United, einem Elite-Clubs-National-League-Klub (ECNL), aktiv und arbeitete in weiterer Folge bis 2005 für dieses Jugendprogramm. Seine weitere Nachwuchsarbeit leistete er beim Nachwuchsprogramm Weston FC in Südflorida, wo er, wie auch bei Atlanta Fire United, vor allem im Mädchenbereich als Trainer eingesetzt wurde. Nachdem er im Jahre 2005 als Vollzeittrainer zum Weston FC gekommen und dabei eine der ersten Vollzeitkräfte des Klubs war, stieg Parra im Jahre 2008 zum technischen Direktor des Nachwuchsklubs auf. Des Weiteren agierte er auch als Direktor aller im Klub tätigen Trainer und war gleichzeitig Direktor des Weston-FC-Teams der angeschlossenen U.S. Soccer Development Academy. Im Jahre 2013 kehrte er wieder zu Atlanta Fire United zurück, wo er fortan weitere zwei Jahre angestellt war, ehe er erneut in den Süden Floridas zurückkehrte. Hier wurde der Besitzer einer USSF A License, einer National Youth License, sowie einer NSCAA Director of Coaching License im Jahre 2015 als Leiter des Mädchentrainingsprogramms eingestellt und führte dieses Amt aktuell (Stand: September 2016) noch immer aus. Weiters ist Carlos Parra auch noch Mitglied der Scouting Group des US-amerikanischen Fußballverbandes und lizenzierter Trainer der Coerver-Methode, einer speziellen Trainingsmethode für den Kinder- und Jugendfußball. Des Weiteren agiert der Vater eines Sohnes als technischer Berater der U.S. Soccer Development Academy, einer bereits genannten landesweit agierenden Fußballliga, die als höchste Liga im US-amerikanischen Jugendfußball gilt.